# Dalvík
Dalvík est une localité islandaise de la municipalité de Dalvíkurbyggð située au nord de l'île, dans la région de l'Eyjafjörður. En 2013, le village comptait 1359 habitants.

## Géographie

### Localisation
Dalvík est situé au nord de l'Islande, sur la côte ouest du fjord Eyjafjörður.

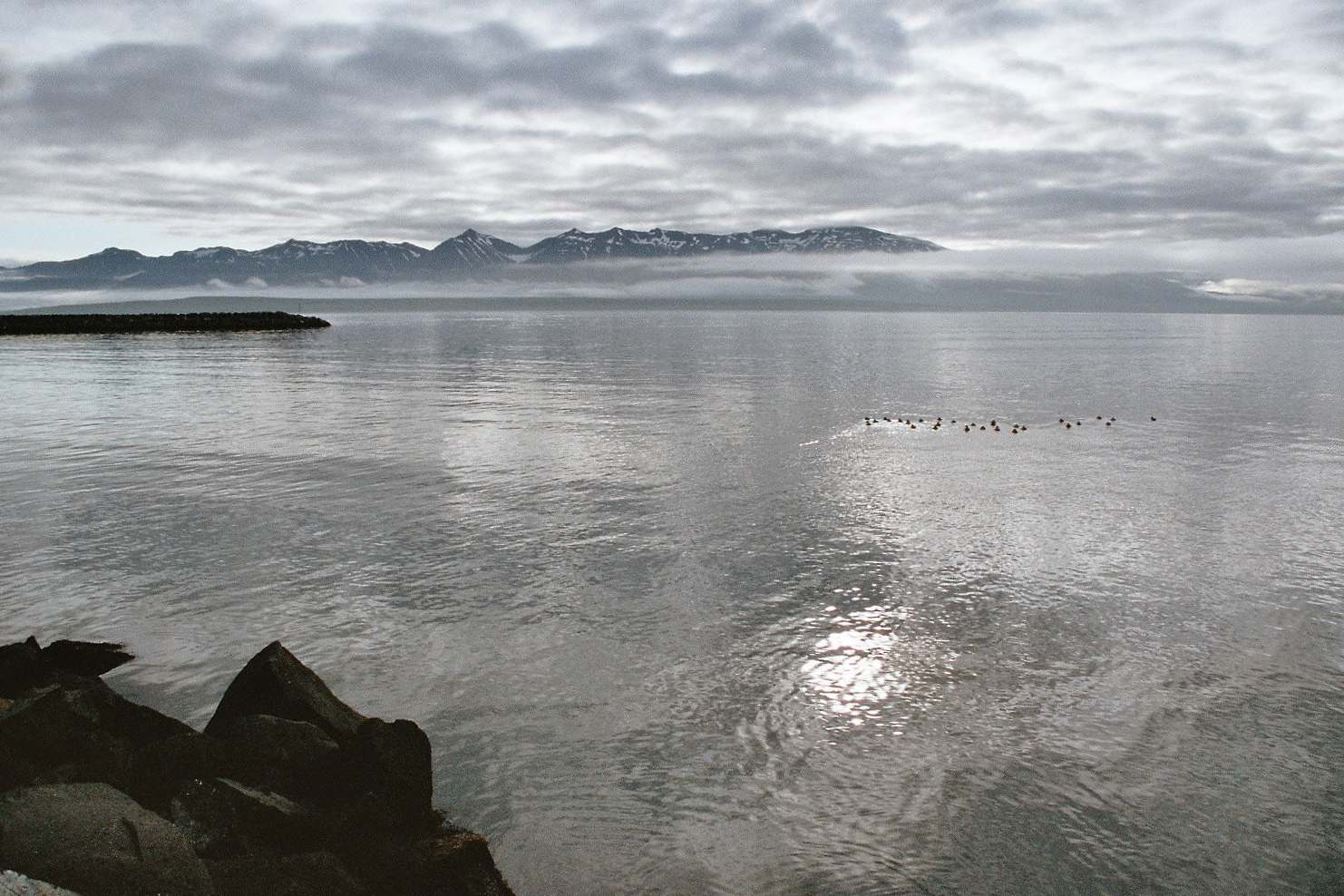
L'Eyjafjörður depuis Dalvík
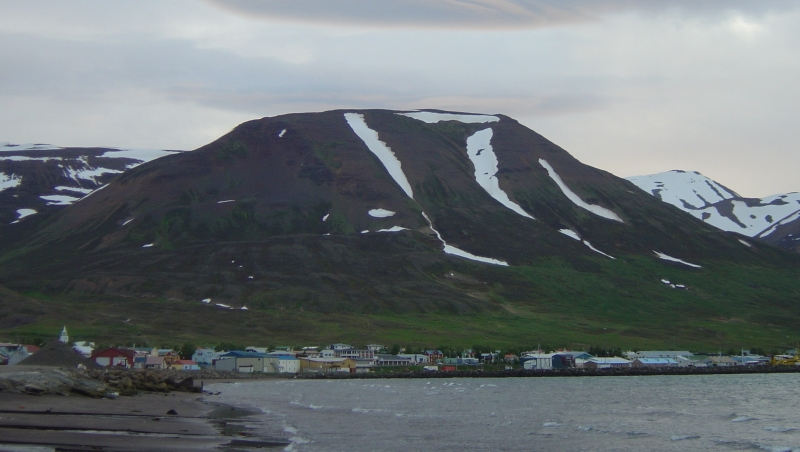
Dalvík

### Localités limitrophes
| Ólafsfjörður | Grímsey | Hrísey                        |
|              | Dalvík  | Litli-Árskógssandur, Hauganes |
|              |         |                               |

## Toponymie
Le nom de la localité (Dal-vík) signifie la baie de la vallée.

## Histoire
L'endroit fut pendant plusieurs siècles connu sous le nom de Böggvisstaðasandur.
À la suite d'un violent tremblement de terre (6,1 sur l'échelle de Richter) qui touche la ville en 1934, la plupart des bâtiments de la ville ont été endommagés ou détruits.
Depuis le 7 juin 1998, la ville de Dalvík (Dalvíkurkaupstaður) est une ville indépendante.

## Administration

### Jumelages
La ville de Dalvík est jumelée avec :
- Viborg (Danemark)
- Porvoo (Finlande)
- Hamar (Norvège)
- Lund (Suède)
- Ittoqqortoormiit (Groenland)

## Démographie
| Année      | 1991  | 1996  | 2001  | 2004  | 2005  | 2006  | 2007  | 2008  | 2011  | 2012  | 2013  |
| Population | 1 495 | 1 506 | 1 454 | 1 407 | 1 392 | 1 411 | 1 414 | 1 411 | 1 412 | 1 367 | 1 359 |

## Économie
L'économie locale repose sur la pêche et les industries agroalimentaire et plasturgique qui l'accompagne. En 1984, s'est notamment créée la société Sæplast (devenue depuis Promens Dalvik), spécialisée dans la production et la commercialisation de conteneurs isolés dans plusieurs pays. L'anse de Dalvík est un port de pêche et de commerce assez fréquenté.

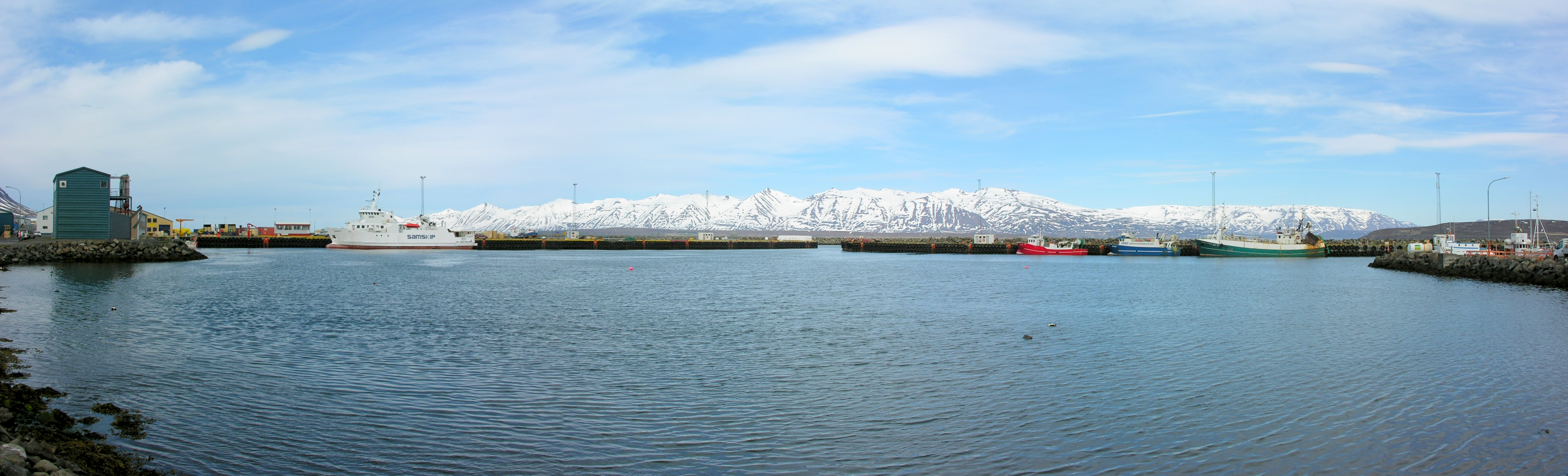
Panorama du port de Dalvík

## Transport
Dalvík est situé sur la Route 82, axe qui relie Akureyri à Ólafsfjörður.
L'île de Grímsey, la communauté d'habitants la plus septentrionale d'Islande, est desservie depuis Dalvík par le ferry Saefari. L'île de Hrísey est également desservie depuis Dalvík.

## Culture
Tous les ans se tient le Fiskidagurinn mikli (Le grand jour du poisson). Cette réunion annuelle, organisée le premier lundi du mois d'août par l'industrie locale de la pêche, réunie près de 30 000 personnes afin de déguster les produits de la pêche.

## Sports
Dalvík est également réputée en Islande pour sa station de ski alpin, située sur les pentes du Mont Böggvisstaðafjall. De nombreux skieurs ayant représenté l'Islande lors de compétitions mondiales sont originaires de Dalvík, tels que Sveinn Brynjólfsson ou Björgvin Björgvinsson.

## Galerie

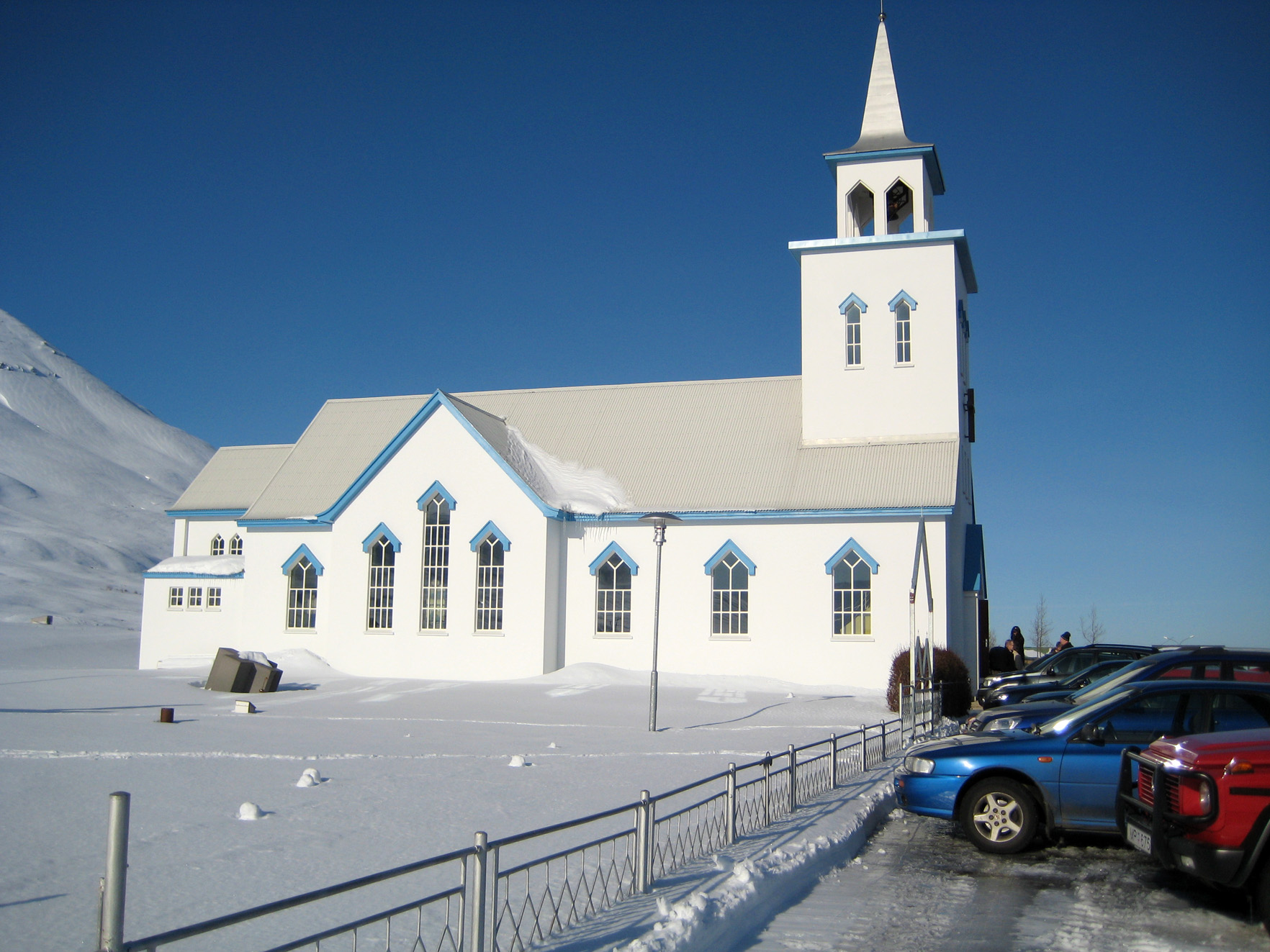
L'Eyjafjörður depuis Dalvík
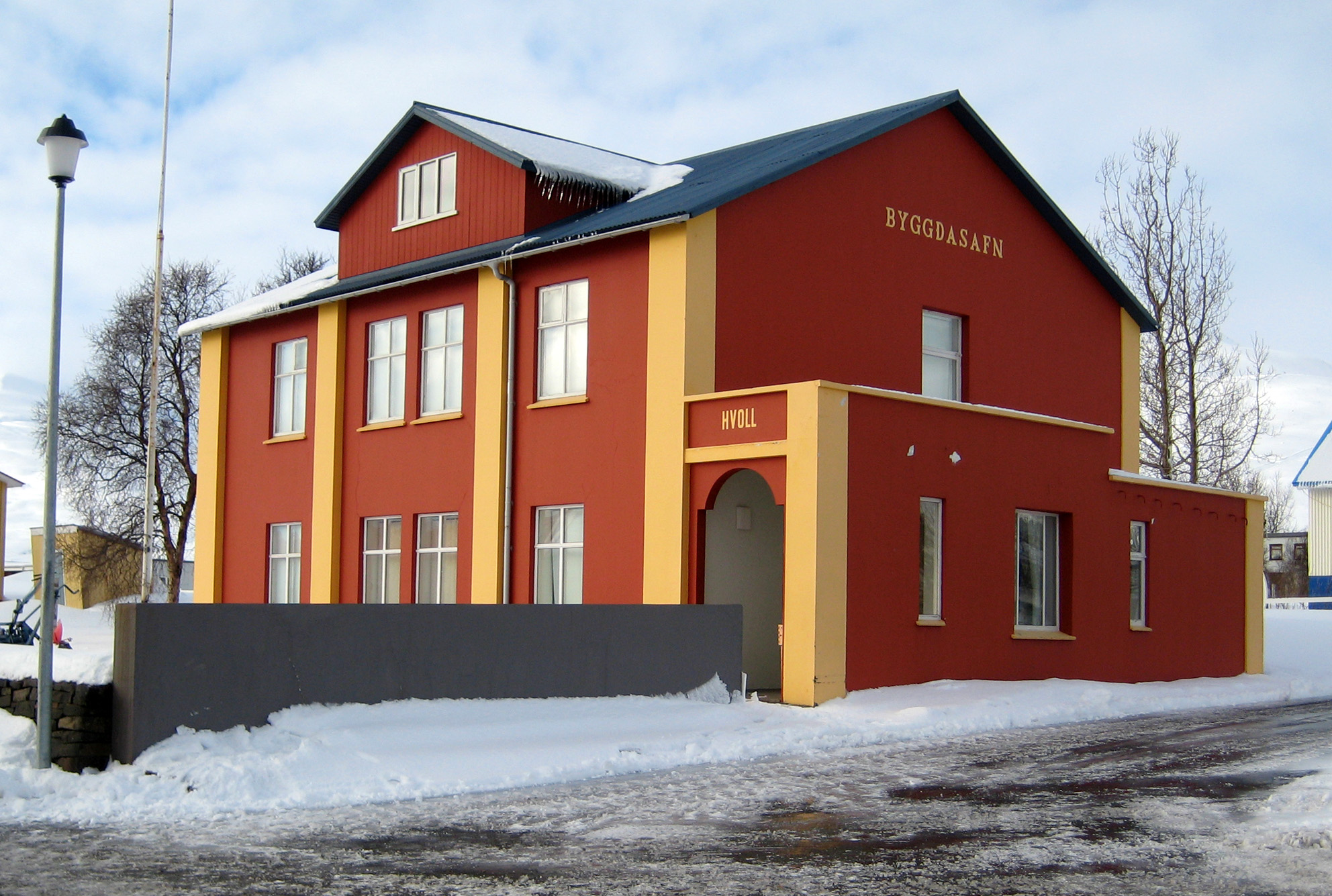
Dalvík